# Јаблоњ
Јаблоњ (слч. Jabloň) насељено је мјесто са административним статусом сеоске општине (слч. obec) у округу Хумење, у Прешовском крају, Словачка Република.

## Становништво
| Година:    | 1994. | 2004.   | 2014.   | 2024.    |
| ---------- | ----- | ------- | ------- | -------- |
| Број људи: | 476   | 455     | 420     | 374      |
| Разлика:   |       | -4,41 % | -7,69 % | -10,95 % |

| Година:    | 2023. | 2024.   |
| ---------- | ----- | ------- |
| Број људи: | 378   | 374     |
| Разлика:   |       | -1,05 % |

Према подацима о броју становника из 2024. године насеље је имало 374 становника.